# سگ یابنده

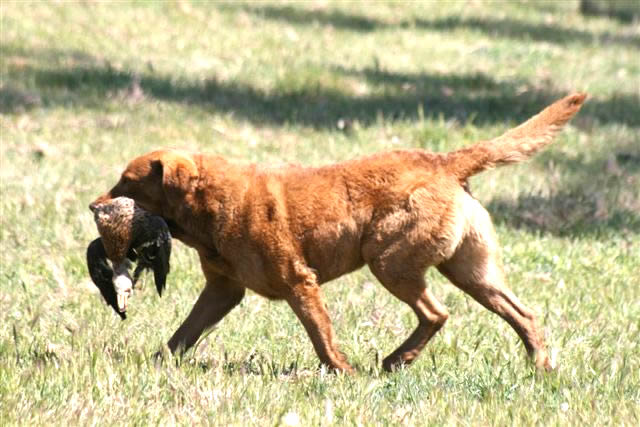
سگ یابنده در خلیج چساپیک با اردک

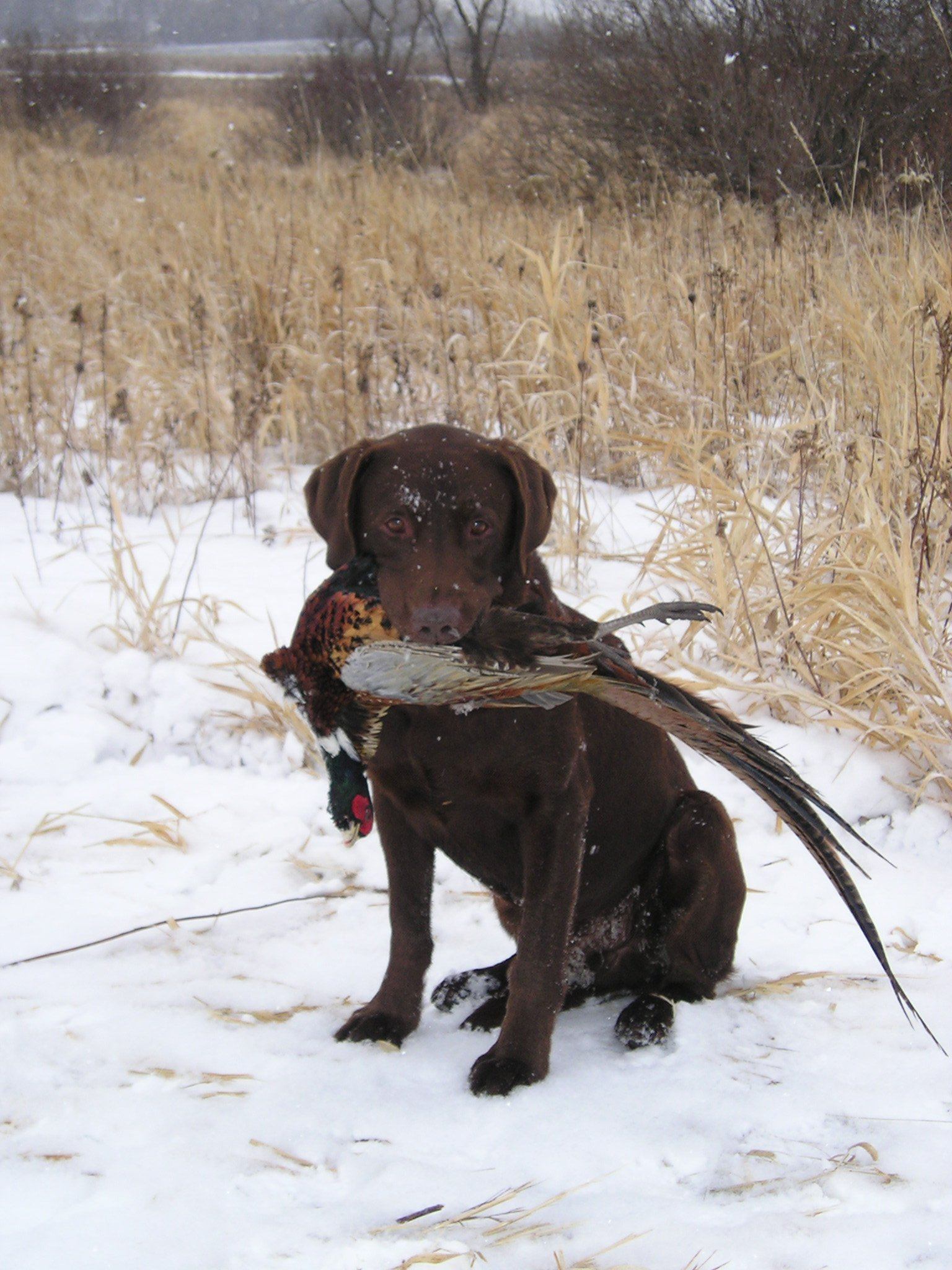
یابنده لابرادور با قرقاول

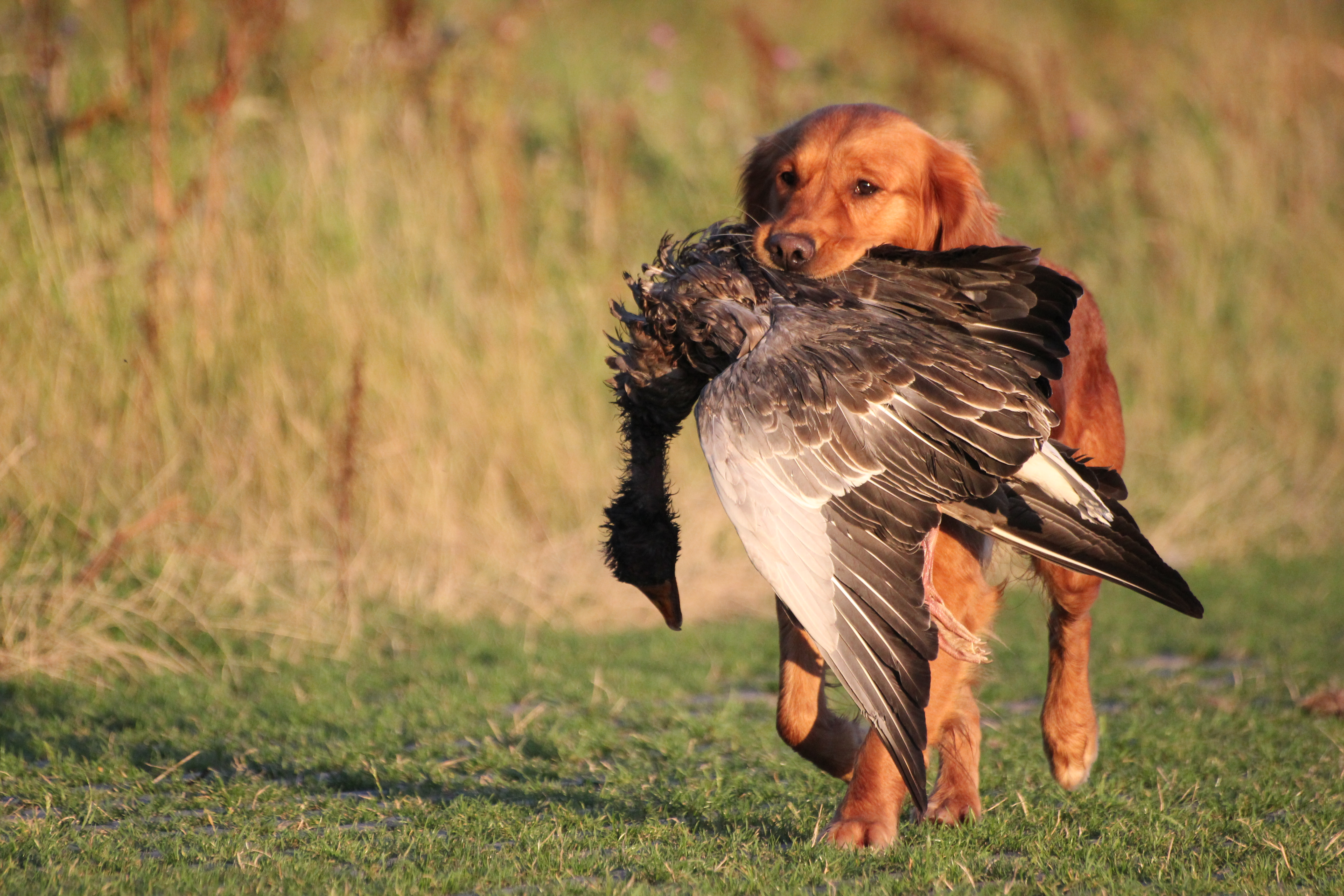
یک یابنده طلایی

سگ یابنده (به انگلیسی: Retriever)، نوعی سگ پرنده‌یاب است که شکار را برای شکارچی بازیابی می‌کند. به‌طور کلی سگ‌های پرنده‌یاب به سه دسته‌بندی اصلی تقسیم می‌شوند: یابنده‌ها، اسپانیلهای جهنده و نژادهای اشاره‌گر. یابنده‌ها عمدتاً برای بازیابی پرندگان یا طعمه‌های دیگر و بازگرداندن آنها بدون آسیب به شکارچی پرورش داده شدند. یابنده‌ها از این جهت متمایز می‌شوند که بازیابی بدون لغزش وظیفه اصلی آنهاست. در نتیجه، نژادهای یابنده برای دهان نرم و تمایل زیادی برای خشنودسازی، یادگیری و اطاعت پرورش داده می‌شوند. دهان نرم به تمایل سگ برای حمل شکار در دهان خود بدون گاز گرفتن آن اشاره دارد. «سخت دهان» یک عیب جدی در سگ شکاری است و اصلاح آن بسیار دشوار است. سگ دهان‌سخت، به شکار آسیب می‌زند یا در بدترین حالت غیرقابل خوردن می‌کند.
تمایل یابنده به خشنودسازی، طبیعت صبور و تربیت‌پذیری سبب شده‌است که نژادهایی مانند یابنده لابرادور و یابنده طلایی به عنوان سگ کمکی برای ناتوانی محبوبیت پیدا کنند. شهرت فوق‌العاده یابنده، لابرادور و گلدن را در میان ۱۰ سگ برتر برای کودکان و خانواده‌ها در سراسر جهان قرار داده‌است.
میانگین طول عمر یک یابنده حدود ۱۰ تا ۱۲ سال است. برخی ممکن است تا ۱۵ سال عمر کنند.